# 哈氏短脊鱂
哈氏短脊鱂，為輻鰭魚綱鯉齒目鯉齒亞目花鳉科的其中一種，分布於中美洲墨西哥至瓜地馬拉的淡水流域，體長可達3.5公分，棲息在水淺、流動的溪流，屬肉食性，生活習性不明。